# رامون برافو
رامون برافو (بالإسبانية: Ramón Bravo)‏ هو عالم بيئة وصحفي وكاتب مكسيكي، ولد في 21 أكتوبر 1925 في بيدراس نيغراس في المكسيك، وتوفي في 21 فبراير 1998 في إيسلا موخيريس ‏ في المكسيك.

## وصلات خارجية
- رامون برافو على موقع الاتحاد الدولي للسباحة (الإنجليزية)
- رامون برافو على موقع اللجنة الأولمبية الدولية (الإنجليزية)
- رامون برافو على موقع أوليمبيديا (الإنجليزية)
- رامون برافو على موقع IMDb (الإنجليزية)